# Prix Cambacérès
Pour les articles homonymes, voir Cambacérès (homonymie).
Groupe I
Le prix Cambacérès est une course hippique de haies se déroulant au mois de novembre sur l'hippodrome d'Auteuil. Elle a été créée en 1942.
C'est une course de groupe I réservée aux chevaux de 3 ans. Elle se court sur 3 600 mètres. L'allocation pour l'année 2007 est de 270 000 €.

## Palmarès depuis 2000
| Année | Cheval             | Jockey               |
| 2024  | Sain d'Esprit      | Angelo Zuliani       |
| 2023  | Jigme              | Ludovic Philipperon  |
| 2022  | St Donats          | James Reveley        |
| 2021  | Kyrov              | F. Nicolle           |
| 2020  | Theleme            | T. Coutant           |
| 2019  | Nirvana du Berlais | P. Dubourg           |
| 2018  | Beaumecde Houelle  | P. Dubourg           |
| 2017  | Master Dino        | James Reveley        |
| 2016  | De Bon Cœur        | James Reveley        |
| 2015  | Chimère Du Berlais | Ludovic Philliperon  |
| 2014  | Bonito Du Berlais  | Mathieu Carroux      |
| 2013  | Hippomène          | Christophe Soumillon |
| 2012  | Extrême Cara       | Bertrand Thélier     |
| 2011  | Esmondo            | Bertrand Lestrade    |
| 2010  | Tanais Du Chenet   | Régis Schmidlin      |
| 2009  | Prince Oui Oui     | David Berra          |
| 2008  | Long Run           | David Cottin         |
| 2007  | Don Lino           | Christophe Pieux     |
| 2006  | Royal Honor        | Sylvain Dehez        |
| 2005  | Tidal Fury         | Dean Gallagher       |
| 2004  | Kiko               | Philippe Sourzac     |
| 2003  | Maia Eria          | Christophe Pieux     |
| 2002  | Royaleety          | Christophe Pieux     |
| 2001  | Kotkita            | Laurent Metais       |
| 2000  | Katiki             | Philippe Chevalier   |